# Wojsławice (Lublin)
Pour les articles homonymes, voir Wojsławice.
Wojsławice (prononciation : [vɔi̯swaˈvʲit͡sɛ]) - (en ukrainien: Войславичі, Voislavychi) est un village polonais de la gmina de Wojsławice dans le powiat de Chełm de la voïvodie de Lublin dans l'est de la Pologne.
Le village est le siège administratif (chef-lieu) de la gmina appelée gmina de Wojsławice.
Il se situe à environ 26 kilomètres au sud de Chełm (siège du powiat) et 78 kilomètres au sud-est de Lublin (capitale de la voïvodie).
Le village comptait approximativement une population de 1 289 habitants en 2014.

## Histoire
De 1975 à 1998, le village est attaché administrativement à la voïvodie de Chełm.

Depuis 1999, il fait partie de la voïvodie de Lublin.

## Galerie

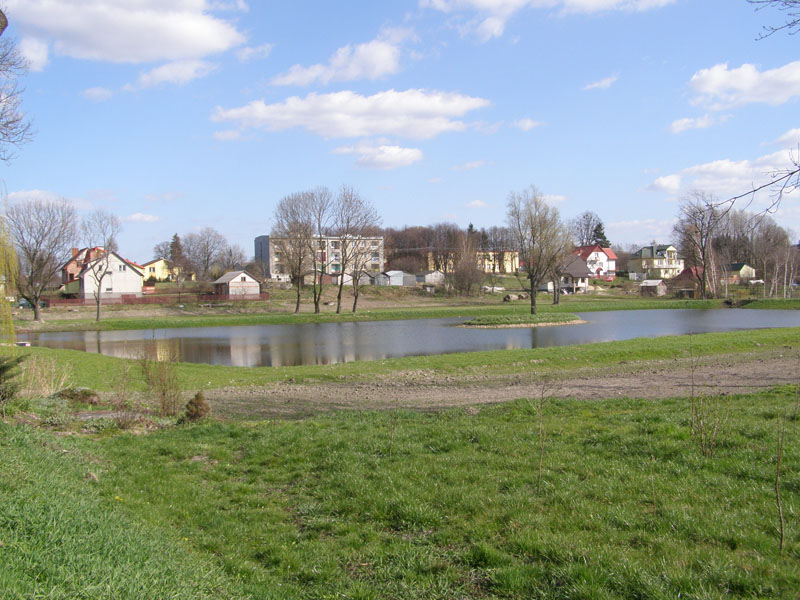
Étang (2007)
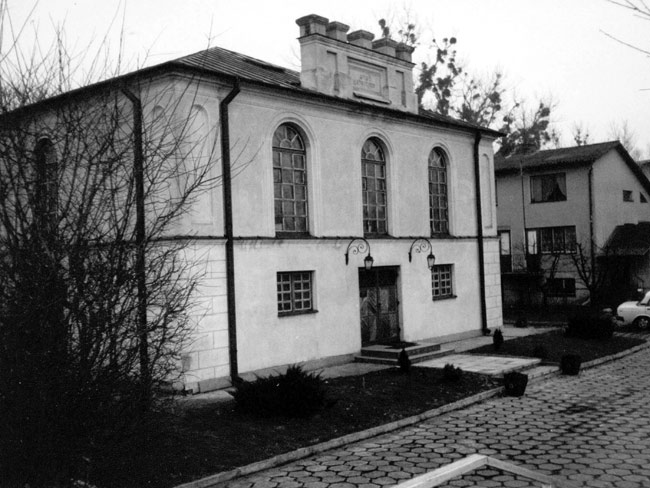
Synagogue
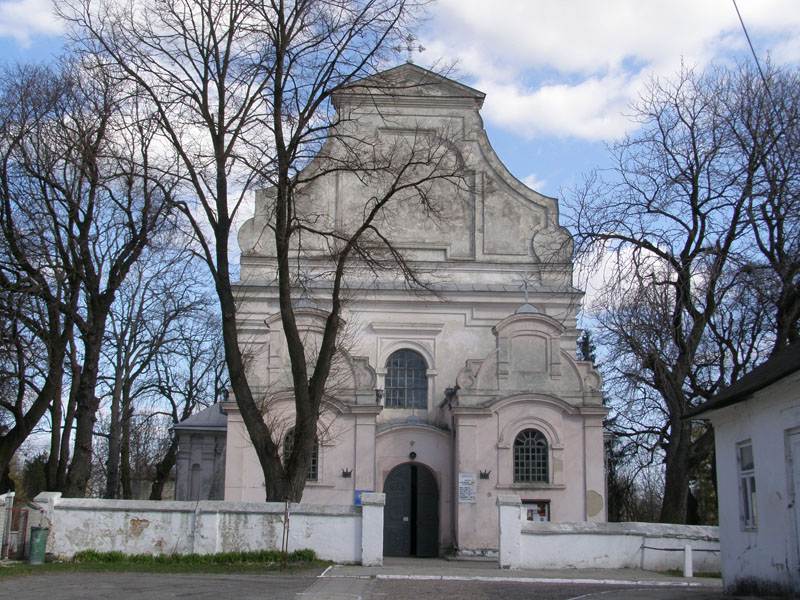
Église paroissiale saint Michel Archange
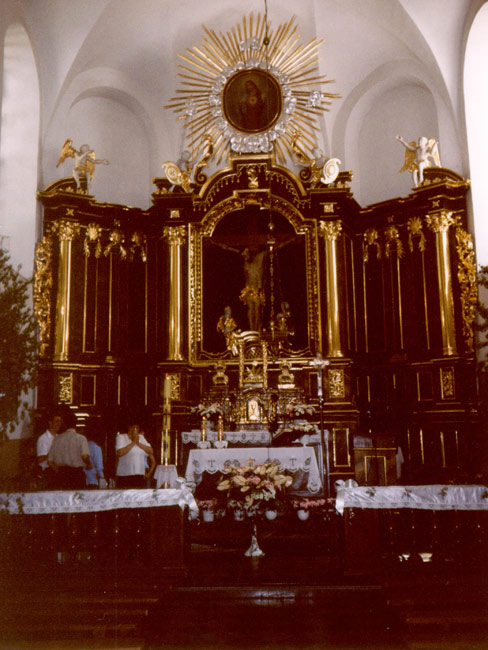
L'intérieur de l'église paroissiale Saint Michel Archange
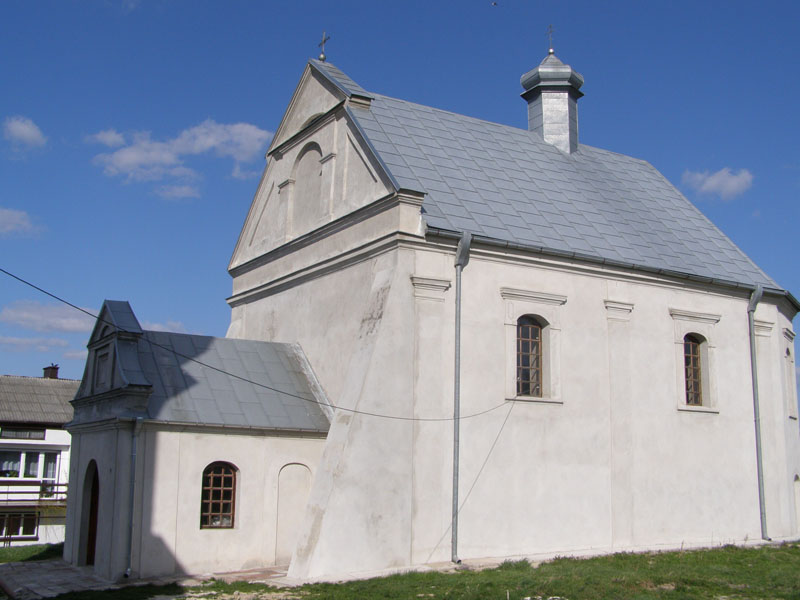
Église orthodoxe de l'Icône Kazan de la Mère de Dieu
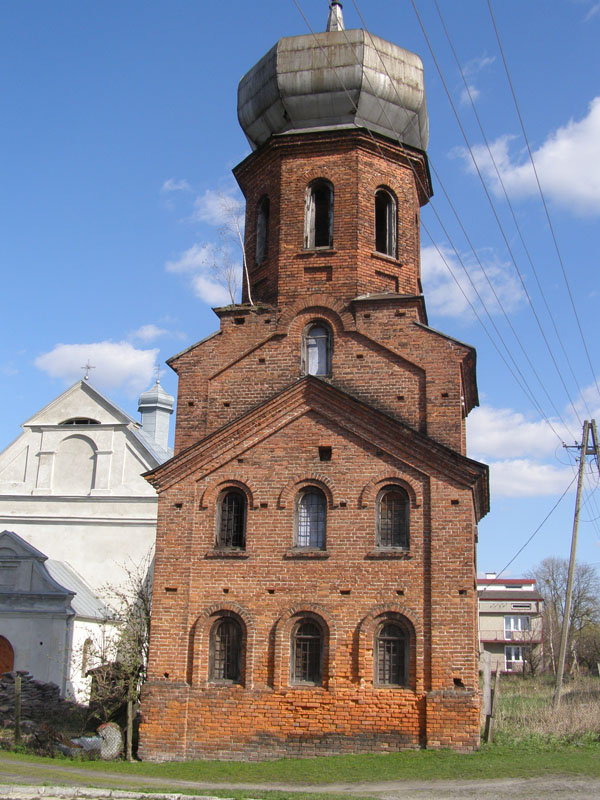
Beffroi de l'église orthodoxe
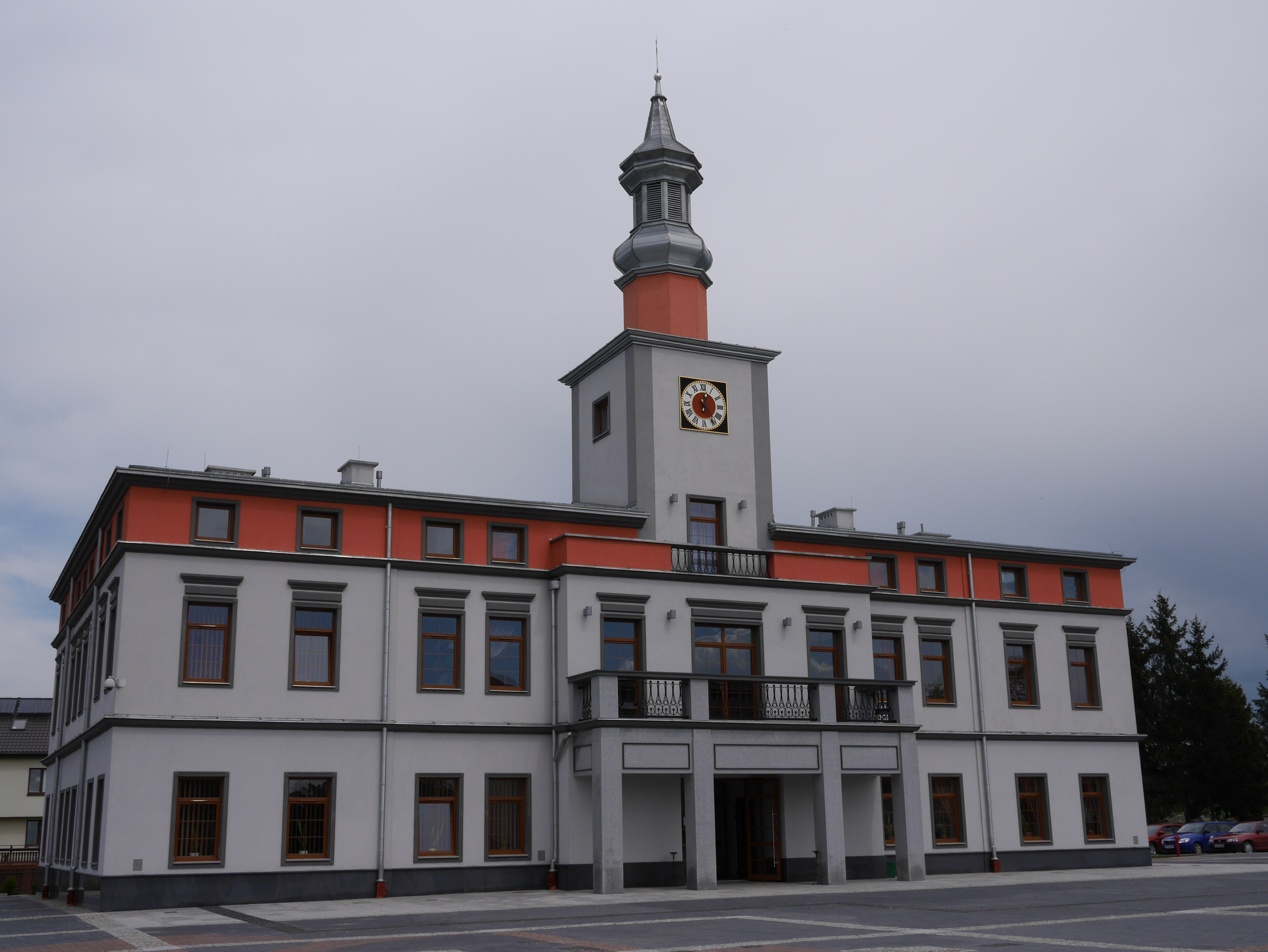
Hôtel de ville